# خاکستر گرم
خاکستر گرم یا خاکستر داغ (مجاری: A gyertyák csonkig égnek, انگلیسی: Embers) عنوان رمانی از شاندور مارائی، شاعر، نویسنده، روزنامه‌نگار و شرح حال‌نویس برجسته مجار در قرن بیستم است، که گرچه در چاپ نخست خود در سال ۱۹۴۲ و به زبان مجاری با استقبال چندانی مواجه نگردید، امّا پس از ترجمه و انتشار به زبان انگلیسی در سال ۲۰۰۱، توجه جمع کثیری از منتقدان برجسته ادبی دنیا را به خود جلب کرد و در میان ده اثر پرفروش ادبیات انگلیسی زبان قرار گرفت.

## معرفی رمان
عنوان اصلی این رمان به زبان مجاری شمع‌ها تا ته می‌سوزند است که در سال ۲۰۰۱ با عنوان خاکستر گرم، به انگلیسی و سپس با همین عنوان در فارسی با ترجمه مینو مشیری توسط نشر ثالث منتشر شده‌است.
مضمون این رمان مشتمل بر ابراز دلتنگی برای گذشته چند قومی و چند فرهنگی جامعه‌ای بود که در زمان اتریش-مجارستان در زادگاه مارائی وجود داشت، اثری که یادآور آثار یوزف روت بود. همچنین در سال ۲۰۰۶ اقتباسی از این رمان به منظور اجرای صحنه‌ای آن، توسط کریستوفر همپتون نوشته و در لندن به اجرا درآمد.
این رمان بلافاصله پس از ترجمه به زبان انگلیسی در کوتاه مدت توجه منتقدان صاحب‌نام انگلیسی زبان را به خود جلب کرد و در میان ده اثر پرفروش جهان ادبیات انگلیسی زبان جا گرفت. این رمان برای بار اول در سال ۱۹۴۲ در بوداپست به انتشار رسیده بود، امّا استقبال چندانی از آن به عمل نیامده بود.
منتقد ادبی بانفوذ روزنامه تایمز، چاپ لندن، رمان خاکستر گرم را «رمانی باشکوه با داستانی مسحورکننده و پرشور» توصیف کرد. دیلی تلگراف آن را «عالی، شگفت‌آور و بی‌اندازه تأثیرگذار» خواند. روزنامه آبزرور لندن، آن را «خارق‌العاده، مرثیه مانند، تاریک، آهنگین و جذاب» نامید. ایونینگ استاندارد دربارهٔ آن نوشت: «یک شاهکار!... خواندن نوشتاری چنین خلاق و مبهوت‌کننده، شورانگیز است.» منتقد سکاتسمن گفت: «به‌غایت حیرت‌آور، یک رمان استثنائی و زیبا» و همچنین ساندی تلگراف در مورد آن نوشت: «یکی از آن رمان‌هایی که مدت‌ها در خاطره می‌ماند. یک اثر برجسته»
در سال‌های اخیر، این رمان و آثار دیگری از شاندور مارائی، گذشته از زبان انگلیسی، به زبان‌های فرانسوی، کاتالان، ایتالیایی، آلمانی، اسپانیایی، پرتغالی، ایسلندی، کره‌ای، فارسی و برخی زبان‌های دیگر ترجمه شده‌اند و مارائی را چندین سال پس از مرگش، از پرفروشترین نویسندگان در قرن بیست و یکم کرده‌اند.

## دربارهٔ رمان
نثر مارائی در رمان خاکستر گرم، نثری صحیح و دقیق و موشکافانه و رئالیست است. محور داستان که دربارهٔ یک مثلث عشقی است، تازگی ندارد و بهانه‌ای بیش نیست. آنچه این رمان را متمایز می‌کند، جسارت نویسنده در ساختار تجربی اثر است، آن هم ده‌ها سال پیش از میلان کوندرا و نویسندگان هم‌نسل او. نویسنده به فراسوی ساختار کلیشه‌ای داستان می‌رود و به آن بُعدی فلسفی و روانشناختی می‌دهد، زیرا رمان در واقع دربارهٔ وسواس فکری، تحقیق و کاوش دربارهٔ تنهایی انسان، غم و سرانجام با رسیدن به کمال پختگی، پذیرفتن یک درام روانی است.